# 里高Empower球場
里高Empower球場（Empower Field at Mile High）曾名為里高野馬球場、里高Invesco球場和里高體育管理局球場，通常被稱為 里高、新里高或里高體育場，是一座位於美國科羅拉多州丹佛的美式足球體育場。主要租戶是國家美式足球聯盟的丹佛野馬。球場於2001年啟用，以取代野馬原來的主場，即舊的里高體育場。本場地曾為丹佛暴徒和科羅拉多急流的主場。
該球場之所以被暱稱為里高，不僅僅是因為它的前身，也因為這座城市海拔1英里或 5,280英尺（1,610） 。

## 外部連結
- 官方网站
- Sports Authority Field at Mile High （页面存档备份，存于） at StadiumDB.com
- Sports Authority Field at Mile High Seating Chart （页面存档备份，存于）